# Roland Grimaldi
Pour les articles homonymes, voir Grimaldi (homonymie).
Roland Grimaldi, né le 16 novembre 1933 à Rome (Royaume d'Italie), est un homme politique français.

## Biographie
Sous son premier mandat de maire du Cateau-Cambrésis, et sur son initiative, a lieu en 1982, le transfert du musée Matisse du Cateau-Cambrésis, du grand salon de l'hôtel de ville à l'ancien palais Fénelon, cadre estimé plus adapté pour présenter les collections qui prennent de l'ampleur au fil du temps.

## Détail des fonctions et des mandats
Au Sénat
- 1er octobre 1977 - 25 septembre 1983 : Sénateur du Nord
- 25 septembre 1983 - 1er octobre 1992 : Sénateur du Nord

Mandats locaux
- 1971 - 1977 : Maire du Cateau-Cambrésis
- 1977 - 1983 : Maire du Cateau-Cambrésis
- 1989 - 1995 : Maire du Cateau-Cambrésis
- 1973 - 1979 : Conseiller général du canton du Cateau-Cambrésis
- 1979 - 1985 : Conseiller général du canton du Cateau-Cambrésis
- 1985 - 1992 : Conseiller général du canton du Cateau-Cambrésis
- 1998 - 2004 : Conseiller général du canton du Cateau-Cambrésis

## Distinctions
- Chevalier de la Légion d'honneur, le 31 décembre 1992[2].